# Isopterygium subconangium
Isopterygium subconangium là một loài Rêu trong họ Hypnaceae. Loài này được Broth. & P. de la Varde mô tả khoa học đầu tiên năm 1925.